# قانون براگ
در فیزیک قانون براگ نتایج آزمایش‌هایی است که در آن پرتو ایکس یا نوترون به سطح بلورین تابیده می‌شد که برای اولین بار توسط فیزیکدان ویلیام لارنس براگ بررسی شد که آزمایش‌هایش در سال ۱۹۱۱ و در دانشگاه کمبریج انجام شد. به‌طور ساده هنگام تابانیدن پرتوهایی مانند پرتو ایکس یا نوترون به سطوح بلورین بازتابش‌هایی انجام می‌گیرد که به این بازتاب‌ها پراش یا فرانژ گویند، که به همین دلیل براگ جایزه نوبل فیزیک را در سال ۱۹۱۵ به دست آورد سطوح بلورینی که او بررسی کرده بود عبارتند از NaCl، ZnS، و الماس.
قانون براگ براین اساس است که پرتوهای با طول موج مشخص و با زاویه مشخص به جسم بلورین تابانده می‌شود و با برخورد به اتم‌های مختلف جسم با تأخیر فازهای مختلف باز تابش‌هایی ایجاد می‌شود. این پرتوهای باز تابش شده در زاویه تتا با توجه به تأخیر فازهای مختلفشان حداکثر مقدار برهمکنشی را خواهند داشت. زاویه تتا وابسته به فاصله صفحه‌های کریستالی ویا فاصله اتمی آن‌ها می‌باشد با این روش می‌توان با توجه به زاویه حداکثر بازتابش پرتو انعکاس یافته از شبکه بلورین فاصله اتم جسم ویا فاصله صفحات کریستالی را بدست آورد. از طرفی می‌توان با مشخص بودن فاصله صفحات کریستالی جسم، زاویه تابش و زاویه حداکثر باز تابش طول موج تابش الکترومغناطیسی را بدست آورد. که از فرمول زیر تبعیت می‌کند
که
- n مرتبه بازتاب است و می‌تواند اعداد صحیح کوچکی باشد (تعداد صفحه‌های کریستالی)،
- λ طول موج پرتو ایکس است که الکترون یا نوترون را جابجا نموده‌است،
- d فضای خالی میان اتمهاست و
- θ زاویه‌ای که پرتوهای بازتابیده شده بیشترین دامنه را دارند با راستای تابش پرتو‌های اولیه.

According to the ۲θ deviation, the phase shift causes constructive (left figure) or destructive (right figure) interferences
حرکت پروتون‌ها و نوترون‌ها و الکترون‌ها وابسته است به طول موج دوبروی آن‌ها.

## روش بدست آوردن فضای میان اتمها
برای بدست آوردن فضای میان اتمها می‌توان از حجم اتم‌ها چشم پوشید و آن را به صورت زیر نوشت:
{\displaystyle {\frac {1}{d^{3}}}={\frac {n}{v}}}
که در آن d فاصلهٔ میان اتم‌هاست
nتعداد اتم‌ها و vحجم جامد بلورین است
تعداد اتم‌ها را می‌توان به راحتی از فرمول زیر بدست آورد:
{\displaystyle n=N_{A}.Norn=N_{A}.{\frac {m}{M}}}
که در آن {\displaystyle N_{A}} عدد آووگادرو، N تعداد مول اتم‌هاm٬جرم ماده وM جرم مولی است.

## اثبات
یک پرتو تکرنگ هنگامی که به سطح بلورین منظمی که فاصله اتمهایش d هستند می‌تابد بعضی از پرتوها با زاویه تتا بازمی‌گردند به صورتی که:
برای اینکه بازتابش صورت گیرید باید فاصله‌ی{\displaystyle (AB+BC)-(AC')\,}مضربی از طول موج باشد بنابرین:
که در آن مضرب با n و λ طول موج است
با استفاده از Pythagorean theorem نشان می‌دهیم:
بنابراین تبدیل می‌شود:
تابعهای سینوسی را جایگزین می‌کنیم:
ساده می‌کنیم:
و این قانون براگ است.